# Apamea ruficauda
Apamea ruficauda là một loài bướm đêm trong họ Noctuidae.